# Associação Atlética Tiradentes
L'Associação Atlética Tiradentes est un club de football brésilien basé à Belém, dans l'État du Pará.

## Palmarès
- Championnat du Pará de deuxième division :
  - Champion : 2006